# Edmé Thomas
Edmé Thomas (1581-1660) fue un historiador, anticuario y religioso francés.
Los principales historiadores de Autun, tales como St. Julien de Baleure, Jacques Leotius, Jean Munier, Etienne Ladone, Edmé Thomas, André Duchene,.. (cita sacada de la obra del capitán de infantería J. Rosny). [cita requerida]

## Biografía
Edmé nació en Dijon el 9 de febrero de 1581. Su padre fue Jacques Thomas, señor de Varennes-sur-le-Doubs y de Frontenar, y decano del Parlamento de Borgoña, casado con Jeanne Chasot. Según la introducción de la «Historia de la antigua ciudad de Autun», en 1846, François Thomas, consejero del Parlamento, y otros familiares como Nicolás Thomas, consejero del Parlamento en 1710, Louis Thomas, caballero de la Orden de San Luis, capitán de caballería, señor de la Vesvre, y Henri Thomas, auditor en el Consejo de Estado en 1811, muerto en París en 1830; Edmé abrazó la carrera eclesiástica y devino oficial, cantor y canónigo de la iglesia catedral de Autun.
En 1629, Edmé, fue decano de la Capilla-de los-Ricos de su villa natal y conserva su beneficio hasta 1638, y su muerte llega el 28 de octubre de 1660. Durante 30 años de su vida, Edmé estuvo ocupado en la historia de la villa de Autun, del departamento Saona y Loira, al pie de una montaña en la orilla izquierda del río Arroux, sede de un obispado y guarda monumentos antiguos, como el anfiteatro, puerta de Arroux, la de San Andrés, torre que se estima como resto de un templo dedicado a Minerva, mármoles, medallas, bronces, monumento del siglo de Augusto pilares que sustentaban los techos del foro teniendo cincelados en sus bases los mapas geográficos e itinerarios del Imperio romano, y la catedral gótica concerniente a la Edad Media.
Edmé recopiló las Memorias de otros autores para el estudio de los monumentos de la villa de Autun y dio al público unas memorias atribuidas a un médico llamado Jacques Beaute. En la «Biblioteca de los autores de la Borgoña» se encuentran detalles de los manuscritos que dejó Edmé y un artículo de medicina en «Biografía médica», París, 1825, de Charles-Louis-Fleury Panckouke (1780-1844). 
Pierre-Louis Baudot (1760-1816), también nacido en Dijon, estudió jurisprudencia y numismática, y dejó escrito «Dialogue entre les Bourguignons Edmé-Thomas, François Pasumot et Ch. Boullemier, aux Champs-Elyses», París, 1811, in-8º (François Pasumot (1733-1804). Fue un ingeniero de Geografía destinado en 1756 a Auvernia para investigar los volcanes apagados de aquellas provincias, medir alturas, distancias y confeccionar mapas. Más tarde sería llamado para impartir física y matemáticas en el Colegio de Auxerre, escribiendo en 1765 memorias geográficas acerca de los galos para la corporación de Bellas-Letras de Auxerre. También dio clases particulares en París durante 11 años, y le asociaron a la Comisión de Planos y Mapas de la Marina en calidad de subdirector, y dejó «Viajes físicos a los Pirineos en 1788 y 1789» (París, 1797) y «Disertaciones y memorias sobre diferentes objetos de antigüedades y de historia» (París, 1810).

## Obras
- Histoire de L'Antique Cite D'Autun, BiblioBazaar, 2011.
- Histoire de l'antique cite d'Autun, Autun, 1846.
- Histoire ancienne, moderne & eclesiastique de la ville d'Autun,... , Lyon, Barbier, 1660.
- De antiquis Bribacte seu Augustoduni monimentis, G. Barbier, 1650.